# Andrew Robb
Andrew John Robb (ur. 20 sierpnia 1951 w Melbourne) – australijski polityk, członek Liberalnej Partii Australii (LPA). W latach 2004–2016 poseł do Izby Reprezentantów, od 2013 do 2016 minister handlu i inwestycji.

## Życiorys

### Kariera zawodowa
Jest absolwentem La Trobe University, gdzie studiował ekonomię i nauki rolnicze. Po studiach pozostał na uczelni jako wykładowca, a równocześnie pracował jako dla Departamentu Rolnictwa stanu Wiktoria. Następnie podjął pracę dla organizacji rolniczej National Farmers' Federation, gdzie doszedł do stanowiska dyrektora wykonawczego. Kierował również pracami Cattle Council of Australia (Australijskiej Rady ds. Bydła). Pod koniec lat 80. został etatowym pracownikiem Partii Liberalnej, gdzie zajmował kolejno stanowisko wicedyrektora federalnego, szefa personelu Lidera Opozycji (gdy urząd ten sprawował Andrew Peacock) i wreszcie dyrektora federalnego, czyli najwyższego rangą pracownika administracyjnego partii. Był też szefem sztabu wyborczego LPA w czasie kampanii poprzedzającej wybory w 1996, po których partia powróciła do władzy po 13 latach w opozycji.
W 1997 opuścił centralę LPA i podjął działalność biznesową w branży konsultingowej. Nadal był jednak związany z partią jako pracujący społecznie dyrektor finansowy jej struktur w Nowej Południowej Walii, a także członek komitetu wykonawczego LPA w tym stanie.

### Kariera polityczna
W 2004 Robb został po raz pierwszy wybrany do parlamentu federalnego jako kandydat LPA w okręgu wyborczym Goldstein. W 2007 wszedł do szerokiego składu rządu jako minister ds. kształcenia zawodowego i ustawicznego. W tym samym roku wraz z całą swoją partią przeszedł do opozycji. Wkrótce później kandydował na zastępcę federalnego lidera partii, przegrał jednak z Julie Bishop. Przez wiele lat zasiadał w gabinecie cieni. W 2009 ujawnił, iż od wczesnej młodości cierpi na specyficzną formę depresji, w której stan emocjonalny chorego jest najgorszy rano i stopniowo poprawia się wraz z kolejnymi godzinami dnia. Jednocześnie podjął intensywne trzymiesięczne leczenie, na czas którego zawiesił swoje obowiązki parlamentarne.
Po zwycięstwie Koalicji w wyborach w 2013 wszedł do gabinetu Tony’ego Abbotta jako minister handlu i inwestycji. Zachował to stanowisko również w utworzonym we wrześniu 2015 gabinecie Malcolma Turnbulla. W lutym 2016 ogłosił zamiar przejścia na polityczną emeryturę. 18 lutego formalnie opuścił skład rządu, zaś w lipcu 2016 wygasł jego mandat parlamentarny.

## Odznaczenia
W 2003 Robb otrzymał Order Australii klasy Oficer (OA) w uznaniu zasług w życiu politycznym i społecznym oraz dla rolnictwa.